# Rone ytterholme
Rone ytterholme är en holme och naturreservat (Natura 2000) beläget på sydöstra Gotland. Naturreservatet är 182 ha stort varav 46 ha är själva holmen och 136 ha är omkringliggande vatten. Reservatet bildades 1976.

## Reservatet
Holmen i sig är cirka 1 600 meter lång, sträcker sig sydväst-nordost och är som bredast cirka 400 meter. Det mesta av ön är täckt av kort gräs. Inom reservatet häckar bland annat grågås, vitkindad gås, ejder, småtärna, kentsk tärna (vissa år) och skräntärna.
Holmen är en mycket viktig rastningsplats för flera arter av gäss, inklusive vitkindad gås. Omfattande häckning finns även på ön, vilket innebär att mellan 15 mars och 15 juli samt mellan 1 oktober och 15 november är tillträde förbudet till reservatet.